# Crise constitucional russa de 1993
Entre setembro e outubro de 1993, uma crise constitucional surgiu na Federação Russa devido a um conflito entre o então presidente russo Boris Iéltsin e o parlamento do país. Iéltsin realizou um autogolpe, dissolvendo o parlamento e instituindo um sistema de governo presidencial por decreto. A crise terminou com Iéltsin usando a força militar para atacar a Casa dos Sovietes de Moscou e prender os legisladores. Na Rússia, os eventos são conhecidos como o “Golpe de Outubro” (em russo: Октябрьский путч; romaniz.: Oktyabr'skiy putch) ou “Outubro Negro” (em russo: Чëрный октябрь; romaniz.: Chornyi Oktyabr)
Com a dissolução da União Soviética em dezembro de 1991, a República Socialista Federativa Soviética da Rússia se transformou em um país independente, a Federação Russa. A constituição russa de 1978, da era soviética, permaneceu em vigor, embora tenha sido alterada em abril de 1991 para instalar um presidente independente do parlamento. Boris Iéltsin, eleito presidente em julho de 1991, começou a assumir poderes cada vez maiores, levando a um impasse político com o parlamento da Rússia, que em 1993 era composto pelo Congresso dos Deputados do Povo e pelo Soviete Supremo. Depois de realizar um referendo em quatro partes em abril sobre o apoio à sua liderança e políticas socioeconômicas, bem como sobre o apoio a eleições antecipadas, Iéltsin convocou eleições parlamentares e dissolveu o legislativo em 21 de setembro, em uma medida não autorizada pela constituição nem aprovada por referendo.
Em 23 de setembro, o parlamento (liderado pelo presidente do Soviete Supremo, Ruslan Khasbulatov) destituiu Iéltsin, proclamou o vice-presidente Alexander Rutskoi como presidente interino e se barricou no prédio da Casa Branca. Começaram dez dias de confrontos nas ruas entre a polícia e os manifestantes leais a Iéltsin e manifestantes leais ao parlamento. Em 3 de outubro, os manifestantes removeram os cordões da milícia ao redor do parlamento e, incentivados por seus líderes, tomaram os escritórios do prefeito e tentaram invadir o centro de televisão Ostankino. Em 4 de outubro, o exército, que havia permanecido neutro, bombardeou a Casa Branca usando tanques e invadiu o prédio com forças especiais sob as ordens de Iéltsin, prendendo os líderes sobreviventes da resistência. Todos os envolvidos nos eventos foram posteriormente anistiados pela Duma em fevereiro de 1994 e libertados da prisão.
No clímax da crise, alguns acreditavam que a Rússia estava “à beira” de uma guerra civil. O conflito de dez dias se tornou o evento mais mortal envolvendo conflitos de rua na história de Moscou desde a Revolução de Outubro; 147 pessoas foram mortas e 437 ficaram feridas, de acordo com as estatísticas oficiais do governo russo. Na sequênia desses eventos, Iéltsin consolidou sua posição, expandiu ainda mais os poderes do executivo e promoveu a adoção da constituição da Federação Russa de 1993.

## Origens

### Intensificação da luta pelo poder entre executivo-legislativo
A União Soviética foi dissolvida em 26 de dezembro de 1991 e a República Socialista Federativa Soviética da Rússia conquistou sua independência como Federação Russa. Na Rússia, o programa de reforma econômica de Iéltsin entrou em vigor em 2 de janeiro de 1992. Logo depois, os preços dispararam, os gastos do governo foram reduzidos e novos impostos entraram em vigor. Uma profunda crise de crédito fechou muitos setores e levou o país a uma depressão prolongada. Como resultado, o desemprego atingiu níveis recordes. O programa começou a perder apoio, e o confronto político que se seguiu entre Iéltsin, de um lado, e a oposição à reforma econômica radical, de outro, tornou-se cada vez mais centralizado nos dois ramos do governo.
| 1990  | 1991  | 1992   | 1993  | 1994   |
| ----- | ----- | ------ | ----- | ------ |
| −3.0% | −5.0% | −14.5% | −8.7% | −12.7% |

Ao longo de 1992, a oposição às políticas de reforma de Iéltsin ficou mais forte e mais intratável entre os burocratas preocupados com a situação da indústria russa e entre os líderes regionais que queriam mais independência de Moscou. O vice-presidente da Rússia, Alexander Rutskoi, denunciou o programa de Iéltsin como “genocídio econômico”. De 1991 a 1998, os primeiros sete anos do mandato de Iéltsin, o PIB russo (medido pela paridade do poder de compra) passou de mais de dois trilhões de dólares americanos por ano para menos de um trilhão e um quarto de trilhões de dólares americanos por ano. Os Estados Unidos forneceram uma ajuda oficial estimada em US$ 2,58 bilhões à Rússia durante os oito anos da presidência de Bill Clinton, para construir um novo sistema econômico, e ele incentivou as empresas americanas a investir. Os líderes de repúblicas ricas em petróleo, como o Tartaristão e o Bascortostão, pediram a independência total da Rússia.
Também durante todo o ano de 1992, Iéltsin lutou com o Soviete Supremo (o legislativo russo) e com o Congresso dos Deputados do Povo da Rússia (o mais alto órgão legislativo do país, do qual os membros do Soviete Supremo eram escolhidos) pelo controle do governo e da política governamental. Em 1992, o presidente do Soviete Supremo da Rússia, Ruslan Khasbulatov, se opôs às reformas, apesar de afirmar que apoiava as metas gerais de Iéltsin.
O presidente estava preocupado com os termos das emendas constitucionais aprovadas no final de 1991, o que significava que seus poderes especiais de decreto deveriam expirar no final de 1992 (Iéltsin expandiu os poderes da presidência além dos limites constitucionais normais ao realizar o programa de reforma). Iéltsin, aguardando a implementação de seu programa de privatização, exigiu que o parlamento restabelecesse seus poderes de decreto (somente o parlamento tinha autoridade para substituir ou alterar a constituição). No Congresso dos Deputados do Povo da Rússia e no Soviete Supremo, os deputados se recusaram a adotar uma nova constituição que consagrasse em lei o escopo dos poderes presidenciais exigidos por Iéltsin.
Outra causa de conflito também foi a recusa repetida do Congresso dos Deputados do Povo em ratificar o Pacto de Belaveja sobre o fim da existência da URSS, e para excluir do texto da Constituição da RSFSR de 1978 referências à Constituição e às leis da URSS.

#### Sétimo Congresso dos Deputados do Povo

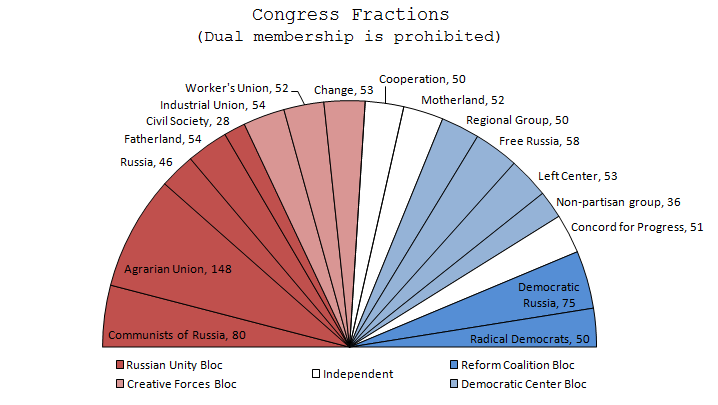
Facções parlamentares em dezembro de 1992

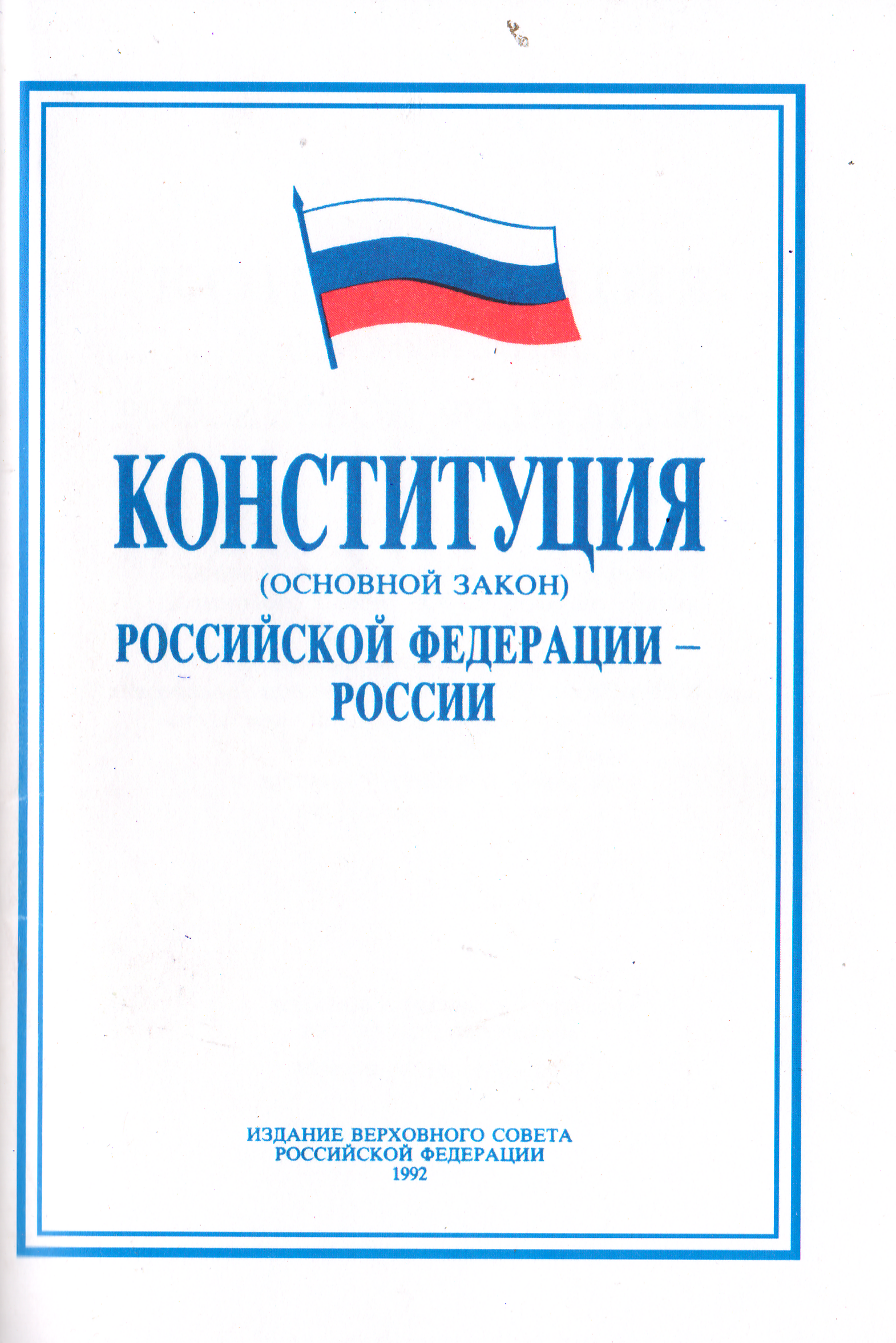
Capa da Constituição da Rússia, edição de 1992 do Soviete Supremo da Federação Russa

Durante sua sessão de dezembro, o parlamento entrou em conflito com Iéltsin em várias questões, e o conflito chegou ao ápice em 9 de dezembro, quando o parlamento se recusou a confirmar como primeiro-ministro Yegor Gaidar, o impopular arquiteto das liberalizações de mercado da chamada “terapia de choque” da Rússia. O parlamento se recusou a nomear Gaidar, exigindo modificações no programa econômico e orientou o Banco Central, que estava sob o controle do parlamento, a continuar emitindo créditos para as empresas para evitar que fechassem as portas.
Em um explosivo discurso no dia seguinte, 10 de dezembro, Iéltsin acusou o Congresso de bloquear as reformas do governo e sugeriu que o povo decidisse em um referendo: ""Qual rumo os cidadãos da Rússia apóiam? O rumo do presidente, um rumo de transformações, ou o rumo do Congresso, do Soviete Supremo e de seu presidente, um rumo que leva a reformas paralisantes e por fim, ao aprofundamento da crise". O Parlamento reagiu votando para assumir o controle do exército.
Em 12 de dezembro, Iéltsin e o presidente do parlamento, Khasbulatov, concordaram com um compromisso que incluía as seguintes disposições: (1) um referendo nacional sobre a elaboração de uma nova constituição russa a ser realizado em abril de 1993; (2) a maioria dos poderes emergenciais de Iéltsin foi prorrogada até o referendo; (3) o parlamento afirmou seu direito de nomear e votar em suas próprias escolhas para primeiro-ministro; e (4) o parlamento afirmou seu direito de rejeitar as escolhas do presidente para chefiar os ministérios da Defesa, Relações Exteriores, Interior e Segurança. Iéltsin indicou Viktor Tchernomyrdin para o cargo de primeiro-ministro em 14 de dezembro, e o parlamento o confirmou.
O compromisso assumido por Iéltsin em dezembro de 1992 com o sétimo Congresso dos Deputados do Povo saiu temporariamente pela culatra. No início de 1993, houve uma tensão crescente entre Iéltsin e o parlamento sobre a linguagem do referendo e o compartilhamento do poder. Em uma série de conflitos sobre políticas, o congresso reduziu os poderes extraordinários do presidente, que lhe haviam sido concedidos no final de 1991. A legislatura, comandada por Khasbulatov, começou a sentir que poderia bloquear e até mesmo derrotar o presidente. A tática adotada foi a de reduzir gradualmente o controle presidencial sobre o governo. Em resposta, o presidente convocou um referendo sobre uma constituição para 11 de abril.

#### Oitavo congresso
O oitavo Congresso dos Deputados do Povo foi aberto em 10 de março de 1993, com um forte ataque direcionado ao presidente Iéltsin feito por Khasbulatov, que acusou Iéltsin de agir de forma inconstitucional. Em meados de março, uma sessão de emergência do Congresso dos Deputados do Povo votou a favor da emenda da constituição, retirando de Iéltsin muitos de seus poderes e cancelando o referendo programado para abril, abrindo novamente a porta para a legislação que afastaria o equilíbrio de poder do presidente. O presidente saiu em disparada do congresso. Vladimir Shumeyko, primeiro vice-primeiro-ministro, declarou que o referendo seria realizado, mas em 25 de abril.
O parlamento estava gradualmente expandindo sua influência sobre o governo. Em 16 de março, o presidente assinou um decreto que conferia o posto de ministro a Viktor Gerashchenko, presidente do banco central, e a três outros funcionários; isso estava de acordo com a decisão do oitavo congresso de que esses funcionários deveriam ser membros do governo. A decisão do congresso, no entanto, deixou claro que, como ministros, eles continuariam subordinados ao parlamento. Em geral, a atividade legislativa do parlamento diminuiu em 1993, já que sua agenda foi cada vez mais dominada por esforços para aumentar os poderes parlamentares e reduzir os do presidente.

#### "Regime especial"
Em 20 de março, Iéltsin se dirigiu à nação diretamente pela televisão, declarando que havia assinado um decreto referente a um “regime especial” (em russo: Об особом порядке управления до преодоления кризиса власти; romaniz.: Ob osobom poriadke upravleniya do preodoleniya krizisa vlasti), segundo a qual ele assumiria poderes extraordinários enquanto aguardava os resultados de um referendo sobre o momento das novas eleições legislativas, sobre uma nova constituição e sobre a confiança pública no presidente e no vice-presidente. Iéltsin também atacou duramente o parlamento, e acusou seus membros de tentarem restaurar a ordem da era soviética.
Logo após o discurso televisionado de Iéltsin, Valery Zorkin (presidente do Tribunal Constitucional da Federação Russa), Yuri Voronin (primeiro vice-presidente do Soviete Supremo), Alexander Rutskoi e Valentin Stepankov (Procurador-Geral) fizeram um discurso, condenando publicamente a declaração de Iéltsin como inconstitucional. Em 23 de março, embora ainda não estivesse de posse do documento assinado, o Tribunal Constitucional decidiu que algumas das medidas propostas no discurso de Iéltsin na TV eram inconstitucionais.

#### Nono congresso

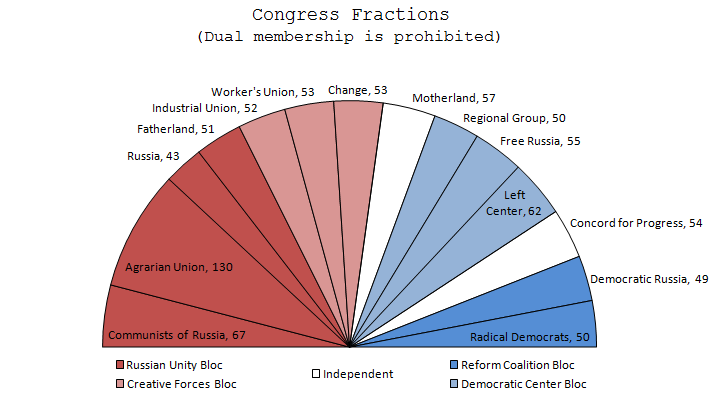
Facções parlamentares em março de 1993

O nono congresso, que teve início em 26 de março, começou com uma sessão extraordinária do Congresso dos Deputados do Povo, que discutiu medidas emergenciais para defender a constituição, incluindo o impeachment do Presidente Iéltsin. Iéltsin admitiu que havia cometido erros e procurou os eleitores indecisos do parlamento. Iéltsin por pouco não perdeu a uma votação de impeachment em 28 de março, pois os votos a favor do impeachment ficaram 72 votos abaixo dos 689 votos necessários para uma maioria de 2/3. A proposta semelhante para destituir Ruslan Khasbulatov, presidente do Soviete Supremo, foi derrotada por uma margem maior (339 a favor da moção), embora 614 deputados tivessem sido inicialmente a favor da inclusão da reeleição do presidente na pauta, um sinal revelador da fraqueza das posições do próprio Khasbulatov (517 votos a favor teriam sido suficientes para destituir o presidente).
Na época do nono Congresso, o poder legislativo era dominado pelo bloco conjunto comunista-nacionalista Unidade Russa, que incluía representantes da PCFR e da facção da Pátria (comunistas, militares aposentados e outros deputados de orientação socialista), a União Agrária e a facção russa liderada por Sergey Baburin. Esses grupos, juntamente com grupos mais centristas deixaram o bloco oposto de apoiadores de Iéltsin (Rússia Democrática e Democratas Radicais) em uma clara minoria.

##### Referendo nacional

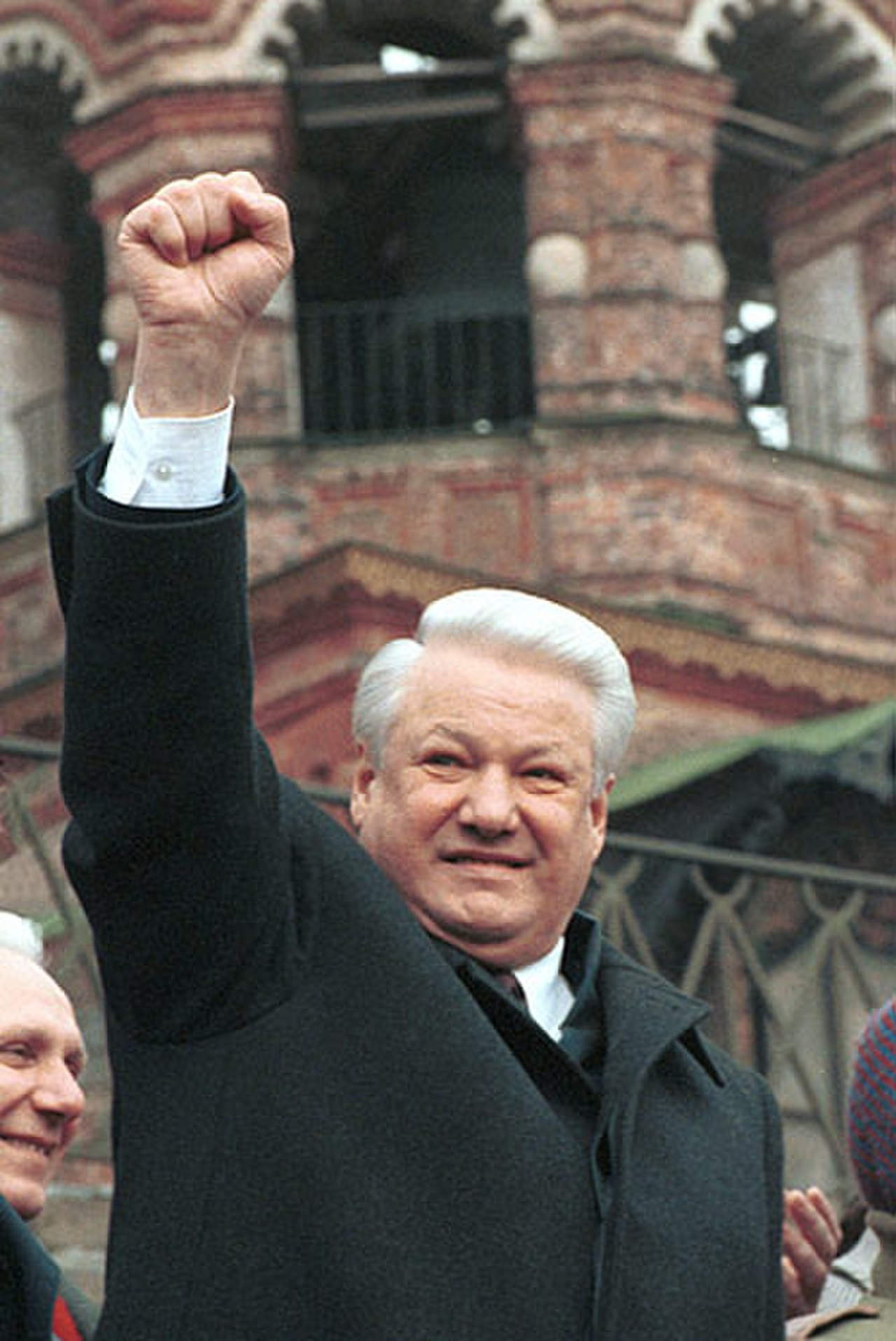
Iéltsin discursando em um encontro com seus apoiadores em 28 de março de 1993

O referendo seria realizado, mas como a votação do impeachment fracassou, o Congresso dos Deputados do Povo procurou estabelecer novos termos para um referendo popular. A versão da legislatura do referendo perguntava se os cidadãos tinham confiança em Iéltsin, se aprovavam suas reformas e se apoiavam eleições presidenciais e legislativas antecipadas. O parlamento votou que, para vencer, o presidente precisaria obter 50% de todo o eleitorado, em vez de 50% dos que realmente votaram, para evitar uma eleição presidencial antecipada. Dessa vez, o Tribunal Constitucional apoiou Iéltsin e determinou que o presidente precisava apenas de uma maioria simples em duas questões: confiança nele e política econômica e social; ele precisaria do apoio de metade do eleitorado para convocar novas eleições parlamentares e presidenciais.
Em 25 de abril, a maioria dos eleitores expressou confiança no presidente, e convocou novas eleições legislativas. Iéltsin considerou os resultados como um mandato para que ele continuasse no poder. Embora isso tenha permitido que o presidente declarasse que a população o apoiava, e não o parlamento, Iéltsin não tinha um mecanismo constitucional para implementar sua vitória. Como antes, o presidente teve que apelar para o povo, passando por cima dos líderes do legislativo.
Em 1º de maio, os protestos contra o governo organizados pela oposição linha-dura tornaram-se violentos.
Vários deputados do Soviete Supremo participaram da organização do protesto. Um policial da Unidade Móvel de Propósitos Especiais (OMON) foi morto durante o tumulto. Como reação, vários representantes da intelligentia de São Petersburgo (por exemplo, Oleg Basilashvili, Aleksei German, Boris Strugatsky) enviaram uma petição ao presidente Iéltsin, pedindo “o fim da criminalidade de rua sob slogans políticos”.
Em 29 de abril de 1993, Boris Iéltsin divulgou o texto de sua proposta de constituição em uma reunião de ministros do governo e líderes das repúblicas e regiões, de acordo com a ITAR-TASS. Em 12 de maio, Iéltsin convocou uma assembleia especial do Conselho da Federação, que havia sido formado em 17 de julho de 1990 dentro do gabinete do Presidente do Soviete Supremo da RSS da Rússia, e outros representantes, incluindo líderes políticos de uma ampla gama de instituições governamentais, regiões, organizações públicas e partidos políticos, para finalizar um esboço de uma nova constituição de 5 a 10 de junho, e foi seguido por um decreto semelhante em 21 de maio.
Depois de muita hesitação, o Comitê Constitucional do Congresso dos Deputados do Povo decidiu participar e apresentar seu próprio projeto de constituição. Obviamente, os dois principais projetos continham visões contrárias sobre as relações entre o legislativo e o executivo. Cerca de 700 representantes da conferência acabaram adotando um projeto de constituição em 12 de julho que previa uma legislatura bicameral e a dissolução do congresso. No entanto, como o projeto de constituição da convenção dissolveria o congresso, havia pouca probabilidade de que o congresso votasse pela sua própria extinção. O Soviete Supremo rejeitou imediatamente o projeto e declarou que o Congresso dos Deputados do Povo era o órgão legislativo supremo e, portanto, decidiria sobre a nova constituição.
O parlamento esteve ativo em julho e agosto, enquanto o presidente estava de férias, e aprovou vários decretos que revisaram a política econômica, a fim de “acabar com a divisão da sociedade”, também iniciou investigações sobre os principais assessores do presidente, acusando-os de corrupção. O presidente retornou em agosto e declarou que usaria todos os meios, inclusive contornar a constituição, para conseguir novas eleições parlamentares.
Em julho, o Tribunal Constitucional da Federação Russa confirmou a eleição de Pyotr Sumin para chefiar a administração do Oblast de Chelyabinsk, algo que Iéltsin havia se recusado a aceitar. Como resultado, de julho a outubro de 1993, houve uma situação de poder duplo nessa região, com duas administrações reivindicando legitimidade simultaneamente. Outro conflito envolveu a decisão do Tribunal Constitucional sobre a presidência regional na Mordóvia. O tribunal delegou a questão da legalidade da abolição do cargo de presidente da região ao Tribunal Constitucional da Mordóvia. Como resultado, o presidente eleito pelo povo, Vasily Guslyannikov, membro do movimento Rússia Democrática, pró-Iéltsin, perdeu seu cargo. Depois disso, a agência de notícias estatal (ITAR-TASS) deixou de informar sobre várias decisões da Corte Constitucional.

O Soviete Supremo também tentou promover políticas externas que diferiam da linha de Iéltsin. Assim, em 9 de julho de 1993, ele aprovou resoluções sobre Sevastopol, “confirmando o status federal russo” da cidade. A Ucrânia viu sua integridade territorial em jogo e apresentou uma queixa ao Conselho de Segurança da ONU. Iéltsin condenou a resolução do Soviete Supremo. Em agosto de 1993, um comentarista refletiu sobre a situação da seguinte forma:
| “ | O Presidente assina decretos como se não houvesse um Soviete Supremo, e o Soviete Supremo assina decretos como se não houvesse um Presidente. | ” |

O presidente lançou sua ofensiva em 1º de setembro, quando tentou suspender o vice-presidente Rutskoi, um de seus principais adversários. Rutskoi, eleito com a mesma chapa de Iéltsin em 1991, era o sucessor automático do presidente. Um porta-voz presidencial disse que ele havia sido suspenso por causa de “acusações de corrupção”, devido a supostas acusações de corrupção, algo que não foi confirmado. Em 3 de setembro, o Soviete Supremo rejeitou a suspensão de Rutskoi por Iéltsin e encaminhou a questão ao Tribunal Constitucional.
Duas semanas depois, Iéltsin declarou que concordaria em convocar eleições presidenciais antecipadas, desde que o parlamento também convocasse eleições. O parlamento o ignorou. Em 18 de setembro, Iéltsin nomeou Yegor Gaidar, que havia sido forçado a deixar o cargo pela oposição parlamentar em 1992, como vice-primeiro-ministro e vice-primeiro-ministro para assuntos econômicos. Essa nomeação foi inaceitável para o Soviete Supremo.

## Cerco e assalto

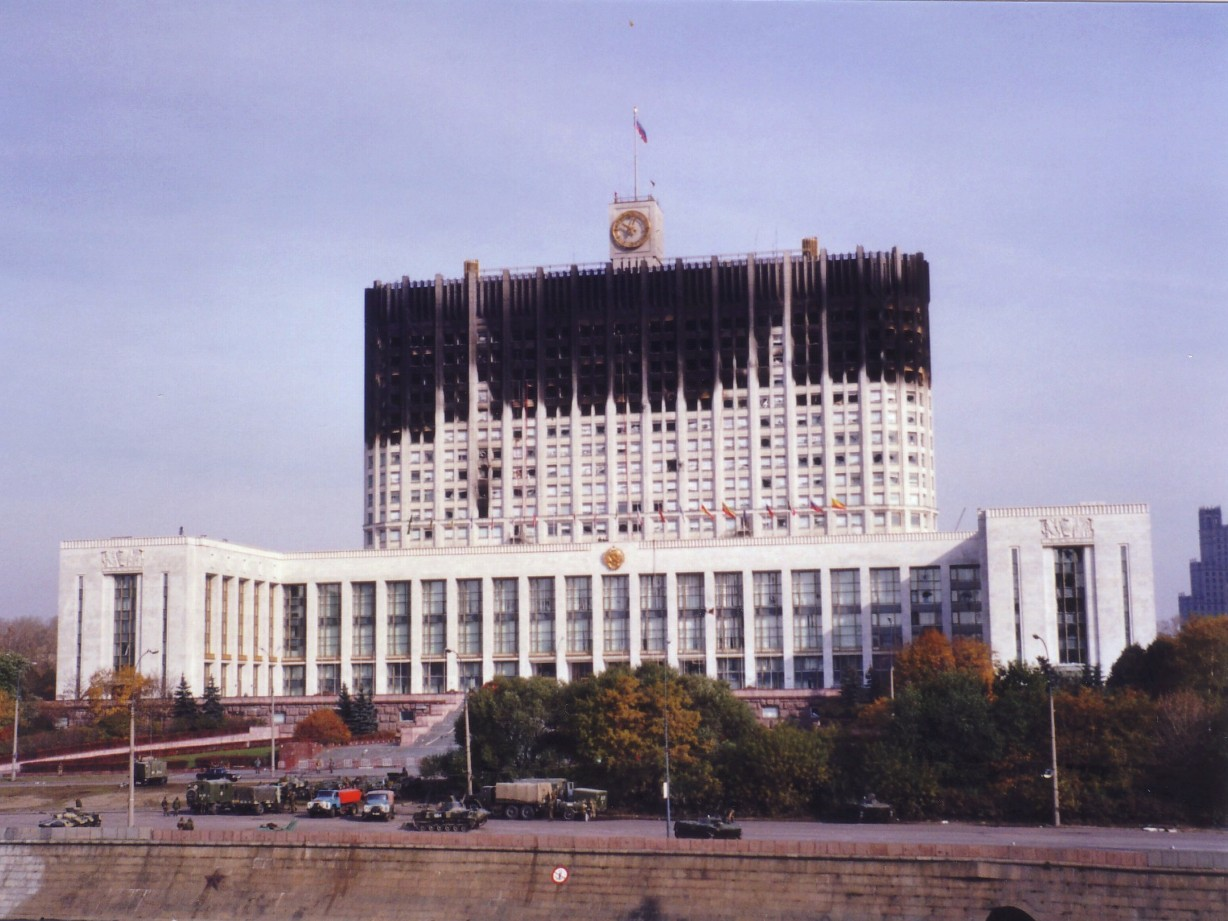
Fachada queimada da Casa Branca após o ataque

Em 21 de setembro, Iéltsin declarou dissolvidos o Congresso dos Deputados do Povo e o Soviete Supremo; essa decisão contrariava vários artigos da Constituição de 1978 (conforme emenda de 1989-1993), como o artigo 121 que afirmava: 

Os poderes do Presidente da Federação Russa não podem ser usados para alterar a organização nacional e estadual da Federação Russa, para dissolver ou interferir no funcionamento de quaisquer órgãos eleitos do poder estadual. Nesse caso, seus poderes cessam imediatamente.

Em uma aparição televisionada aos cidadãos da Rússia, o presidente Iéltsin defendeu o decreto nº 1400 da seguinte forma: 
Já há mais de um ano, foram feitas tentativas de chegar a um acordo com o corpo de deputados, com o Soviete Supremo. Os russos sabem muito bem quantas medidas foram tomadas por mim durante os últimos congressos e entre eles. ... Os últimos dias destruíram de uma vez por todas as esperanças de uma ressurreição de pelo menos alguma cooperação construtiva. A maioria do Soviete Supremo é diretamente contra a vontade do povo russo. Foi tomada uma atitude a favor do enfraquecimento do presidente e, em última instância, de sua destituição do cargo, da desorganização do trabalho do governo; durante os últimos meses, dezenas de decisões impopulares foram preparadas e aprovadas. Muitas delas foram deliberadamente planejadas para piorar a situação na Rússia. As mais flagrantes são as chamadas políticas econômicas do Soviete Supremo e suas decisões sobre o orçamento e a privatização; há muitas outras que aprofundam a crise e causam danos colossais ao país. Todas as tentativas do governo de, pelo menos, aliviar um pouco a situação econômica são recebidas com incompreensão. Dificilmente há um dia em que o gabinete de ministros não seja importunado, em que suas mãos não estejam atadas. E isso acontece em uma situação de crise econômica mais profunda. O Soviete Supremo parou de levar em conta os decretos do presidente, suas emendas aos projetos legislativos e até mesmo seus direitos constitucionais de veto. A reforma constitucional foi praticamente reduzida. O processo de criação do estado de direito na Rússia foi essencialmente desorganizado. Pelo contrário, o que está acontecendo é uma redução deliberada da base legal do jovem Estado russo, que já é fraco o suficiente sem isso. O trabalho legislativo tornou-se uma arma de luta política. As leis de que a Rússia precisa com urgência estão sendo adiadas há anos.

Há muito tempo, a maioria das sessões do Soviete Supremo ocorre com violações dos procedimentos e da ordem elementares... Está ocorrendo uma limpeza dos comitês e comissões. Todos que não demonstram lealdade pessoal ao seu líder estão sendo impiedosamente expulsos do Soviete Supremo, de sua presidência. ... Tudo isso é uma evidência amarga do fato de que o Soviete Supremo, como instituição estatal, está atualmente em estado de decadência... . O poder no Soviete Supremo foi capturado por um grupo de pessoas que o transformou em um QG da oposição intransigente. ... A única maneira de superar a paralisia da autoridade estatal na Federação Russa é sua renovação fundamental com base nos princípios do poder popular e da constitucionalidade. A constituição atualmente em vigor não permite isso. A constituição em vigor também não prevê um procedimento de aprovação de uma nova constituição, que proporcionaria uma saída digna da crise do poder estatal. Eu, como garantidor da segurança de nosso estado, tenho que propor uma saída para esse impasse, tenho que romper esse círculo vicioso.
Ao mesmo tempo, Iéltsin repetiu seu anúncio de um referendo constitucional e de novas eleições legislativas para dezembro. Ele também repudiou a Constituição de 1978, declarando que ela havia sido substituída por uma que lhe dava poderes executivos extraordinários. De acordo com o novo plano, a câmara baixa teria 450 deputados e seria chamada de Duma Estatal, o nome da legislatura russa antes da Revolução Bolchevique em 1917. O Conselho da Federação, que reuniria representantes das 89 subdivisões da Federação Russa, assumiria o papel de uma câmara alta. Iéltsin alegou que, ao dissolver o parlamento russo em setembro de 1993, estava abrindo caminho para uma rápida transição para uma economia de mercado em funcionamento. Com essa promessa, ele recebeu um forte apoio das principais potências do Ocidente. Iéltsin tinha um forte relacionamento com as potências ocidentais, especialmente com os Estados Unidos, mas esse relacionamento o tornou impopular entre muitos russos. Na Rússia, o lado de Iéltsin tinha controle sobre a televisão, onde quase nenhuma opinião pró-parlamento foi expressa durante a crise de setembro-outubro.

### Parlamento propõe impeachment de Iéltsin da presidência
Rutskoi chamou a ação de Iéltsin de um passo em direção a um golpe de Estado. No dia seguinte, o Tribunal Constitucional considerou que Iéltsin havia violado a constituição e poderia sofrer impeachment. Durante uma sessão que durou a noite toda, presidida por Khasbulatov, o parlamento declarou o decreto do presidente nulo e sem efeito. Rutskoi foi proclamado presidente interino até novas eleições. Ele demitiu os principais ministros, Pavel Grachev (defesa), Nikolay Golushko (segurança), e Viktor Yerin (interior). A Rússia agora tinha dois presidentes e dois ministros da defesa, segurança e interior. Embora Gennady Ziuganov e outros líderes importantes do Partido Comunista da Federação Russa não tenham participado dos eventos, membros individuais de organizações comunistas apoiaram ativamente o parlamento.
Em 23 de setembro, com a presença de quorum, o Congresso dos Deputados do Povo foi convocado. No mesmo dia, Iéltsin anunciou eleições presidenciais para junho de 1994. Em 24 de setembro, o Congresso dos Deputados do Povo votou a favor da realização de eleições parlamentares e presidenciais simultâneas até março de 1994. Iéltsin ridicularizou a proposta de eleições simultâneas apoiada pelo parlamento e respondeu no dia seguinte cortando a eletricidade, o serviço telefônico e a água quente no prédio do parlamento.

### Protestos e barricadas no parlamento
Iéltsin também provocou revolta na população com a dissolução de um Congresso e de um Parlamento que se opunha cada vez mais às suas reformas econômicas neoliberais. Dezenas de milhares de russos marcharam nas ruas de Moscou para apoiar a causa parlamentar. Os manifestantes estavam protestando contra a deterioração das condições de vida. Desde 1989, o PIB estava em declínio, a corrupção era desenfreada, os crimes violentos estavam disparando, os serviços médicos estavam entrando em colapso e a expectativa de vida estava caindo. Iéltsin também estava recebendo cada vez mais a culpa. Ainda é muito debatido entre os economistas, cientistas sociais e formuladores de políticas ocidentais se as políticas de reforma adotadas na Rússia com o apoio do FMI, do Banco Mundial e do Departamento do Tesouro dos EUA, geralmente chamadas de “terapia de choque”, foram ou não responsáveis pelo fraco desempenho econômico da Rússia na década de 1990 ou se Iéltsin não foi longe o suficiente.
De acordo com o programa econômico apoiado pelo Ocidente e adotado por Iéltsin, o governo russo tomou várias medidas radicais de uma só vez que deveriam estabilizar a economia, equilibrando os gastos e as receitas do Estado e permitindo que a demanda do mercado determinasse os preços e a oferta de mercadorias. Com as reformas, o governo deixou a maioria dos preços flutuar, aumentou os impostos e reduziu drasticamente os gastos no setor industrial e de construção. Essas políticas causaram dificuldades generalizadas, pois muitas empresas estatais se viram sem pedidos ou financiamento. A lógica do programa era espremer a pressão inflacionária embutida na economia para que os produtores recém-privatizados começassem a tomar decisões sensatas sobre produção, preços e investimentos, em vez de usar cronicamente os recursos em excesso, como na era soviética. Ao permitir que o mercado, e não os planejadores centrais, determinasse os preços, as combinações de produtos, os níveis de produção e similares, os reformadores pretendiam criar uma estrutura de incentivos na economia em que a eficiência e o risco fossem recompensados e o desperdício e o descuido fossem punidos. A eliminação das causas da inflação crônica, segundo os arquitetos da reforma, era uma pré-condição para todas as outras reformas. A hiperinflação destruiria a democracia e o progresso econômico, argumentavam eles; somente com a estabilização do orçamento do Estado o governo poderia prosseguir com a reestruturação da economia. Um programa de reforma semelhante foi adotado na Polônia em janeiro de 1990, com resultados geralmente favoráveis. No entanto, os críticos ocidentais da reforma de Iéltsin, principalmente Joseph Stiglitz e Marshall Goldman (que teriam preferido uma transição mais “gradual” para o capitalismo de mercado), consideram as políticas adotadas na Polônia inadequadas para a Rússia, já que o impacto do comunismo na economia e na cultura política polonesa foi muito menos indelével.
Vários militantes armados da Unidade Nacional Russa participaram na defesa da Casa Branca russa, tal como, alegadamente, veteranos da Unidade Móvel de Propósitos Especiais (OMON) de Tiraspol e Riga. A presença das forças da Transnístria, incluindo o destacamento da KGB “Dnestr”, levou o general Alexander Lebed a protestar contra a interferência da Transnístria nos assuntos internos da Rússia.

### Invasão da Torre de Televisão Ostankino
O Congresso dos Deputados do Povo ainda não descartou a possibilidade de um acordo com Iéltsin. A Igreja Ortodoxa Russa serviu de palco para discussões esporádicas entre representantes do Congresso e o presidente. As negociações com o Patriarca Ortodoxo Russo Alexy II como mediador continuaram até 2 de outubro. Na tarde de 3 de outubro, a Milícia Municipal de Moscou não conseguiu controlar uma manifestação perto da Casa Branca, e o impasse político se transformou em conflito armado.
Em 2 de outubro, apoiadores do parlamento construíram barricadas e bloquearam o trânsito nas principais ruas de Moscou. Rutskoi assinou um decreto que não teve consequências práticas referente a destituição de Viktor Tchernomyrdin do cargo de primeiro-ministro.
Na tarde de 3 de outubro, opositores armados de Iéltsin conseguiram romper o cordão policial em torno do território da Casa Branca, onde o parlamento russo estava barricado. Paramilitares de facções que apoiavam o parlamento, bem como algumas unidades das forças armadas internas (forças armadas normalmente subordinadas ao Ministério do Interior), apoiaram o Soviete Supremo.
Rutskoi saudou a multidão da varanda da Casa Branca e exortou-a a formar batalhões e a tomar a prefeitura e o centro de televisão nacional em Ostankino. Khasbulatov também pediu que invadissem o Kremlin e prendessem “o criminoso e usurpador Iéltsin”. Às 16h, Iéltsin assinou um decreto declarando estado de emergência em Moscou.
Na noite de 3 de outubro, após tomarem o gabinete do prefeito localizado na antiga sede da Comecon nas proximidades, manifestantes pró-parlamento e homens armados liderados pelo general Albert Makashov avançaram em direção a Ostankino, o centro de televisão. Mas a multidão pró-parlamento foi recebida pelas forças da Milícia e da OMON, que tomaram posições dentro e ao redor do complexo de televisão. Seguiu-se uma batalha campal. Parte do centro de televisão ficou significativamente danificada. As emissoras de televisão saíram do ar e 46 pessoas foram mortas, de acordo com estimativas oficiais do Estado russo, incluindo Terry Michael Duncan, um advogado americano que estava em Moscou para abrir um escritório de advocacia e foi morto enquanto tentava ajudar os feridos. O governo inicialmente se recusou a divulgar o número de mortos, o que levou a relatos de que até 1.500 pessoas teriam sido mortas. Antes da meia-noite, as unidades do Ministério do Interior repeliram os partidários do parlamento.
Quando a transmissão foi retomada no final da noite, o vice-primeiro-ministro Yegor Gaidar convocou pela televisão uma reunião em apoio à democracia e ao presidente Iéltsin “para que o país não se transformasse novamente em um enorme campo de concentração”.
Várias pessoas com diferentes convicções políticas e interpretações sobre as causas da crise (como Grigory Yavlinsky, Alexander Yakovlev, Yury Luzhkov, Ales Adamovich e Bulat Okudzhava) também se manifestaram em apoio ao presidente. Da mesma forma, o bloco da União Cívica de “oposição construtiva” emitiu uma declaração acusando o Soviete Supremo de ter ultrapassado a fronteira que separa a luta política da criminalidade. Várias centenas de apoiantes de Iéltsin passaram a noite na praça em frente à Câmara Municipal de Moscovo, preparando-se para novos confrontos, mas na manhã de 4 de outubro souberam que o exército estava do seu lado.
Os assassinatos de Ostankino não foram noticiados pela televisão estatal russa. Os estúdios da única estação de rádio independente de Moscou foram incendiados. Dois jornalistas franceses, um britânico e um americano foram mortos por tiros de franco-atiradores durante o massacre. Um quinto jornalista morreu de ataque cardíaco. A imprensa e as notícias transmitidas pela televisão foram censuradas a partir de 4 de outubro e, em meados de outubro, a censura prévia foi substituída por medidas punitivas.

### Invasão da Casa Branca
Entre 2 e 4 de outubro, a posição do exército foi o fator decisivo. Os militares hesitaram por várias horas sobre como responder ao apelo de Iéltsin para agir. Nessa altura, dezenas de pessoas já tinham sido mortas e centenas ficaram feridas. Rutskoi, como ex-general, apelou a alguns dos seus ex-colegas. Afinal, muitos oficiais e, especialmente, soldados de baixa patente tinham pouca simpatia por Iéltsin. Os apoiantes do parlamento não enviaram quaisquer emissários aos quartéis para recrutar oficiais de patentes inferiores, cometendo o erro fatal de tentar deliberar apenas entre oficiais militares de alta patente que já tinham laços estreitos com os líderes parlamentares. No final, a maioria dos generais não quis arriscar com um regime Rutskoi-Khasbulatov. Alguns generais declararam sua intenção de apoiar o parlamento, mas de última hora se aliaram à Iéltsin. 
O plano de ação foi proposto pelo capitão Gennady Zakharov. Dez tanques deveriam disparar contra os andares superiores da Casa Branca, com o objetivo de minimizar as baixas, mas criar confusão e pânico entre os defensores. Cinco tanques foram posicionados na ponte Novy Arbat e os outros cinco no parque infantil Pavlik Morozov, atrás do edifício. Em seguida, tropas especiais das unidades Vympel e Alpha invadiriam as instalações do parlamento. De acordo com o guarda-costas de Iéltsin, Alexander Korzhakov, também era necessário disparar contra os andares superiores para afugentar os atiradores. Ao amanhecer de 4 de outubro, o exército russo cercou o prédio do parlamento e, algumas horas depois, tanques do exército começaram a bombardear a Casa Branca, abrindo buracos na fachada. Às 8h, horário de Moscou, a declaração de Iéltsin foi anunciada por seu serviço de imprensa:

Aqueles que se voltaram contra a cidade pacífica e desencadearam um massacre sangrento são criminosos. Mas este não é apenas um crime de bandidos individuais e perpetradores de pogroms. Tudo o que aconteceu e ainda está acontecendo em Moscou é uma rebelião armada pré-planejada. Ela foi organizada por revanchistas comunistas, líderes fascistas, uma parte dos ex-deputados e representantes dos soviéticos.

Sob o pretexto de negociações, eles reuniram forças, recrutaram tropas de mercenários bandidos, acostumados a assassinatos e violência. Um pequeno bando de políticos tentou, pela força armada, impor sua vontade a todo o país. Os meios pelos quais eles queriam governar a Rússia foram mostrados ao mundo inteiro. São mentiras cínicas e suborno. São pedras, barras de ferro afiadas, armas automáticas e metralhadoras.

Aqueles que agitam bandeiras vermelhas mancharam novamente a Rússia com sangue. Eles esperavam pelo inesperado, pelo fato de que sua insolência e crueldade sem precedentes semeariam medo e confusão.
Iéltsin garantiu aos ouvintes: “A rebelião armada fascista-comunista em Moscou será reprimida no menor prazo possível. O Estado russo dispõe das forças necessárias para isso”. Ao meio-dia, as tropas entraram na Casa Branca e começaram a ocupá-la, andar por andar. O apelo desesperado de Rutskoi aos pilotos da Força Aérea para bombardearem o Kremlin foi transmitido pela estação de rádio Echo of Moscow (Eco de Moscou), mas não obteve resposta. Ele também tentou fazer com que o presidente do Tribunal Constitucional, Valery Zorkin, ligasse para as embaixadas ocidentais para garantir a segurança de Rutskoi e seus associados – sem sucesso. As hostilidades foram interrompidas várias vezes para permitir que alguns ocupantes da Casa Branca saíssem. No meio da tarde, a resistência popular nas ruas foi completamente reprimida, com exceção de alguns tiros ocasionalmente sendo efetuados pelos franco-atiradores. 
A “segunda Revolução de Outubro”, como ficou conhecida, testemunhou os combates de rua mais mortíferos em Moscou desde 1917. A lista de mortos, apresentada em 27 de julho de 1994 pela equipe de investigação do Ministério Público da Federação Russa, inclui 147 pessoas: 45 civis e 1 militar em Ostankino, e 77 civis e 24 militares do Ministério da Defesa e do Ministério do Interior na “área da Casa Branca”, apesar dos números variarem.

### Opinião pública sobre a crise

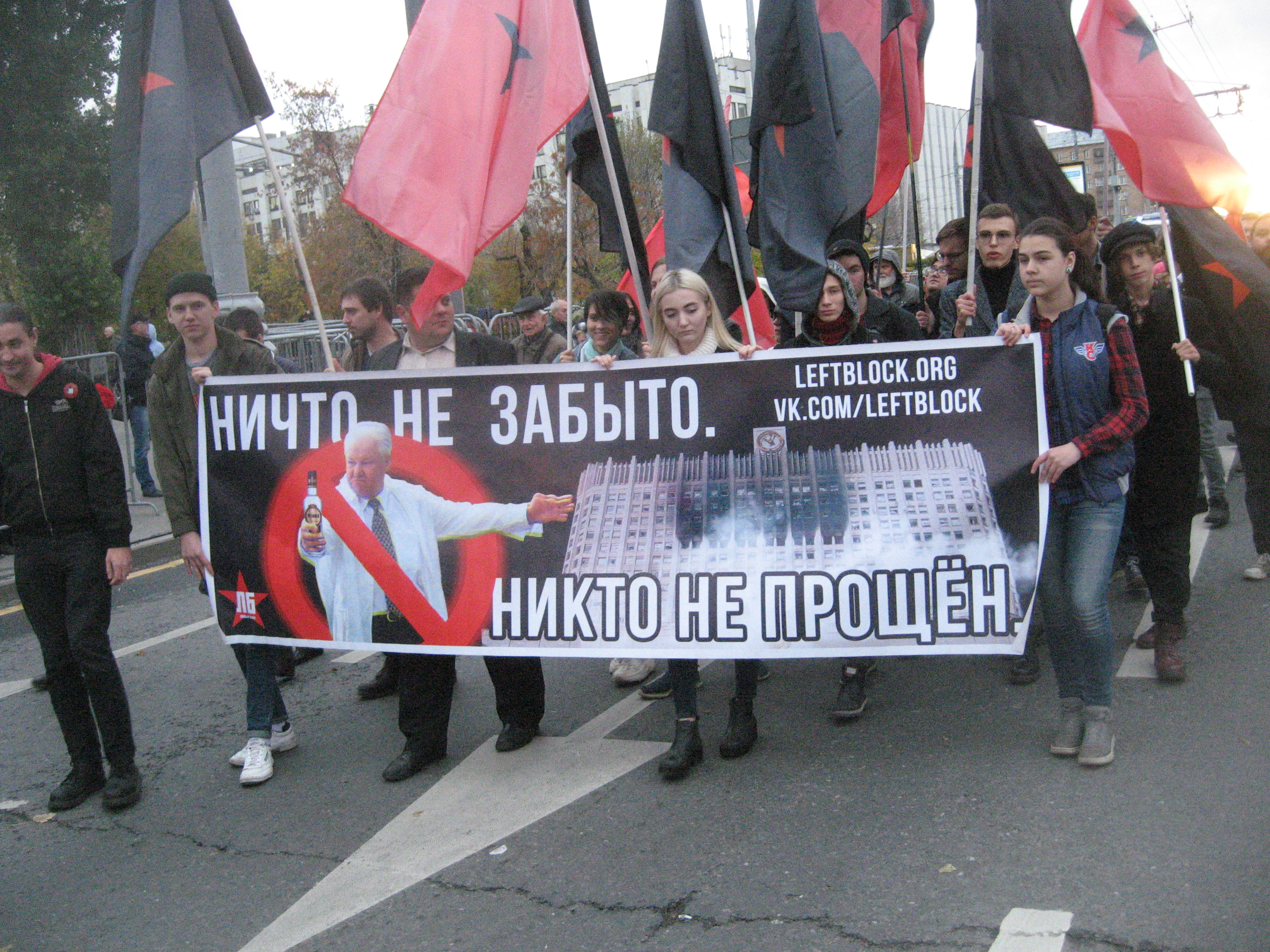
Ação em memória em 2019. A placa, que mostra Iéltsin com uma garrafa de vodca, diz: “Nada é esquecido, ninguém é perdoado”.

O instituto russo de pesquisa de opinião pública VCIOM, uma agência controlada pelo Estado, realizou uma pesquisa após os eventos de outubro de 1993 e descobriu que 70% das pessoas entrevistadas achavam que o uso da força militar por Iéltsin era justificado e 30% achavam que não era justificado. Este apoio às ações de Iéltsin diminuiu nos anos seguintes. Quando o VCIOM fez a mesma pergunta em 2010, apenas 41% concordaram com o uso das forças armadas, com 59% contra. Quando questionados sobre a principal causa dos eventos de 3 e 4 de outubro, 46% dos entrevistados na pesquisa do VCIOM de 1993 culparam Rutskoi e Khasbulatov. Nove anos após a crise, o culpado mais popular foi o legado de Mikhail Gorbatchov, com 36%, seguido pelas políticas de Iéltsin, com 32%.

## Consolidação do poder de Iéltsin
Em 5 de outubro de 1993, o jornal Izvestia publicou a carta aberta “Escritores exigem ações decisivas do governo” dirigida ao governo e ao presidente, assinada por 42 literatos russos conhecidos e, por isso, chamada de Carta dos Quarenta e Dois. Ela foi escrita em reação aos eventos e continha as seguintes sete exigências:
1. Todos os tipos de partidos, frentes e associações comunistas e nacionalistas devem ser dissolvidos e proibidos por decreto do presidente.
2. Todos os grupos e associações paramilitares ilegais e, a fortiori, armados devem ser identificados e dissolvidos (com a responsabilização criminal quando previsto em lei).
3. A legislação que prevê sanções pesadas para a propaganda do fascismo, do chauvinismo, do ódio racial, para os apelos à violência e à brutalidade deve finalmente começar a funcionar. Promotores, investigadores e juízes que toleram tais crimes socialmente perigosos devem ser imediatamente afastados de suas funções.
4. Os órgãos da imprensa que, dia após dia, inspiram ódio, incitam à violência e são, em nossa opinião, um dos principais organizadores e perpetradores da tragédia (e potenciais perpetradores de uma infinidade de tragédias futuras), tais como Den, Pravda, Sovetskaya Rossiya, Literaturnaya Rossiya (bem como o programa de televisão 600 Seconds) e vários outros, devem ser fechados até o início do processo judicial.
5. As atividades dos órgãos da autoridade soviética que se recusaram a obedecer à autoridade legítima da Rússia devem ser suspensas.
6. Todos nós, juntos, devemos impedir que o julgamento dos organizadores e participantes do drama sangrento em Moscou se torne semelhante àquela farsa vergonhosa chamada “julgamento da Gangue dos Oito”.
7. Reconhecer como ilegítimos não apenas o Congresso dos Deputados do Povo e o Conselho Supremo, mas também todos os órgãos (incluindo o Tribunal Constitucional) por eles formados.

Nas semanas seguintes à invasão da Casa Branca, Iéltsin emitiu uma série de decretos presidenciais com o objetivo de consolidar seu poder. Em 5 de outubro, Iéltsin proibiu organizações políticas de esquerda e nacionalistas, bem como jornais como Den', Sovetskaya Rossiya e Pravda, que haviam apoiado o parlamento (retomando as publicações posteriormente). Em um discurso à nação em 6 de outubro, Iéltsin também pediu que os sovietes regionais que se opunham a ele – a grande maioria – se dissolvessem. Valery Zorkin, presidente do Tribunal Constitucional, foi forçado a renunciar. O presidente da Federação dos Sindicatos Independentes também foi demitido. O programa de TV anti-Iéltsin 600 Segundos de Alexander Nevzorov também foi encerrado.
Iéltsin decretou em 12 de outubro que ambas as câmaras do parlamento seriam eleitas em dezembro. Em 15 de outubro, ele ordenou que um referendo popular fosse realizado em dezembro sobre uma nova constituição. Rutskoi e Khasbulatov foram acusados em 15 de outubro de “organizar distúrbios em massa” e presos. Em 23 de fevereiro de 1994, a Duma Federal concedeu anistia a todos os indivíduos envolvidos nos eventos de setembro-outubro de 1993. Eles foram posteriormente libertados em 1994, quando a posição de Iéltsin estava suficientemente segura. No início de 1995, os processos criminais foram encerrados e acabaram sendo arquivados.
“A Rússia precisa de ordem”, disse Iéltsin ao povo russo em uma transmissão televisiva em novembro, ao apresentar seu novo projeto de constituição, que seria submetido a um referendo em 12 de dezembro. A nova lei básica concentraria amplos poderes nas mãos do presidente. O legislativo bicameral, com mandato de apenas dois anos, teria restrições em áreas cruciais. O presidente poderia escolher o primeiro-ministro mesmo que o parlamento se opusesse e poderia nomear a liderança militar sem a aprovação do parlamento. Ele chefiaria e nomearia os membros de um novo conselho de segurança mais poderoso. Se um voto de desconfiança no governo fosse aprovado, o presidente poderia mantê-lo no cargo por três meses e poderia dissolver o parlamento se o voto fosse repetido. O presidente poderia vetar qualquer projeto de lei aprovado por maioria simples na Câmara dos Deputados, após o que seria necessária uma maioria de dois terços para que a legislação fosse aprovada. O presidente não poderia ser destituído por violar a constituição. O banco central se tornaria independente, mas o presidente precisaria da aprovação da Duma para nomear o governador do banco, que a partir de então seria independente do parlamento. 

### Fim do primeiro período constitucional
Em 12 de dezembro, Iéltsin conseguiu aprovar sua nova constituição, criando uma presidência forte e dando ao presidente amplos poderes para emitir decretos; no entanto, o parlamento eleito no mesmo dia (com uma participação de cerca de 53%) deu uma reprimenda impressionante ao seu programa econômico neoliberal. Os candidatos identificados com as políticas econômicas de Iéltsin foram esmagados por um enorme voto de protesto, cuja maior parte se dividiu entre os comunistas (que obtiveram apoio principalmente dos trabalhadores industriais, burocratas desempregados, alguns profissionais liberais e aposentados) e os ultranacionalistas (que obtiveram apoio de elementos descontentes das classes médias baixas). Inesperadamente, o grupo insurgente mais surpreendente revelou-se o ultranacionalista Partido Liberal Democrata da Rússia, liderado por Vladimir Jirinovsky. Ele obteve 23% dos votos, enquanto o partido Escolha da Rússia, liderado por Gaidar, recebeu 15,5% e o Partido Comunista da Federação Russa, 12,4%. Jirinovsky alarmou muitos observadores no exterior com suas declarações neofascistas e chauvinistas. No entanto, o referendo marcou o fim do período constitucional definido pela constituição adotada pela SFSR russa em 1978, que foi alterada várias vezes enquanto a Rússia fazia parte da União Soviética de Mikhail Gorbatchov. Embora a Rússia emergisse como um sistema dual presidencial-parlamentar em teoria, o poder substancial permaneceria nas mãos do presidente. A Rússia agora tinha um primeiro-ministro que chefia um gabinete e dirige a administração. Apesar de seguir oficialmente um modelo constitucional semipresidencial, o sistema era efetivamente um exemplo de presidencialismo parlamentar, porque o primeiro-ministro é nomeado e, na prática, demitido livremente pelo presidente.